# Bernhard Keil (Maler)
Eberhard oder Bernhard Keil (* 1624 in Helsingør; † 3. Februar 1687 in Rom) war ein dänischer Maler.

## Leben und Werke
Bernhard Keil war ein dänischer Maler, vielleicht der berühmteste alte Maler dieser Nation. Er wurde als Eberhard Keilhau als Sohn eines Deutschen names Caspar Keilhau, der am Hof von Christian IV. von Dänemark sehr geschätzt wurde, und einer Flämin in Dänemark geboren. In Italien nahm er den Namen Bernhard an und ist unter dem Pseudonym Monsù Bernardo bekannt. Sein erster Meister war der Däne Morten van Steenwinkel, in dessen Werkstatt er im Alter von zwölf Jahren von seinem Vater vermittelt wurde. Mit 18 Jahren kam er in die Niederlande und war in der Werkstatt von Rembrandt in Amsterdam tätig, wo er zwischen 1642 und 1644 blieb.
Neben Altarbildern, die seine ersten Werke waren, war er einer der originellsten Genremaler und beeinflusste die Kunst von Genremalern wie Salvator Rosa, Antonio Amorosi, Giacomo Francesco Cipper (Ceruti wurde 1698 geboren) und anderen Vertretern der italienischen Malerei des 17. und 18. Jahrhunderts mit visionären und volkstümlichen Themen.
Auf seiner Reise nach Italien machte er mehrmals Station und erhielt seine ersten Aufträge in verschiedenen deutschen Städten wie Frankfurt, Köln, Mainz und Augsburg.
Als er 1651 in Italien ankam, wurde er zunächst mit Porträts, Fresken und Gemälden sakraler Natur auf dem Gebiet der Republik Venedig beauftragt. Eines seiner Gemälde mit der Jungfrau und dem Heiligen Elias befindet sich in der Karmeliterkirche in Venedig, obwohl die meisten seiner Werke in Bergamo entstanden (damals eine Stadt unter der Kontrolle der Serenissima), wo er sich mit Evaristo Baschenis anfreundete.
Seine charakteristischsten Werke entstehen jedoch nach seiner Ankunft in Rom am 31. März 1656 und seiner Begegnung mit dem Caravaggismus und den Bambocciadi; er ist berühmt für seine Allegorien wie die Zeitalter des Menschen, die fünf Sinne und die vier Elemente.
Im Stadtmuseum von Padua befindet sich ein Gemälde mit einer volkstümlichen Figur, Die Spieler, das seine Karriere als Genremaler vorwegnimmt, obwohl er auf seiner langen Reise von Venedig nach Rom auch in Ravenna und Ferrara Halt machte, wo er berufen wurde, die Königin Christina von Schweden zu porträtieren, die zum Katholizismus übergetreten war und sich ebenfalls auf dem Weg nach Rom befand.
Filippo Baldinucci, der sein Leben in dem Band Notizie de’ professori del disegno da Cimabue in qua niedergeschrieben hat, betont oft seine protestantische Herkunft und seine Konversion zum Katholizismus während seines Aufenthalts in Rom.

„er war so erleuchtet (vom Katholizismus), dass er, nachdem er der Ketzerei mit solcher Freude abgeschworen hatte, nicht nur Katholik wurde, sondern aber so fromm und gewissenhaft in der Heiligen Religion….“

Nach einer Reihe von Aufträgen für römische Kirchen beschloss er 1657, nicht wie geplant nach Frankreich zu gehen, sondern dauerhaft in der Ewigen Stadt zu bleiben.
Seine Gemälde mit volkstümlichen Themen lassen sich angesichts der verschiedenen Einflüsse, die er auf seinen Reisen von der niederländischen, deutschen, venezianischen und römischen Kunst erhielt, mit keinem seiner Zeitgenossen vergleichen. Dieser Einfluss war jedoch sehr wichtig für seine Vielseitigkeit, weshalb er als einzigartig angesehen werden kann.
Bernhard Keil starb am 3. Februar 1687 in Rom an einer Rippenfellentzündung, die ihn laut Baldinucci „neun Tage lang ununterbrochen plagte“.
Bernhard Keil wurde vom Kunsthistoriker Roberto Longhi identifiziert, der 1938 die meisten seiner Werke von denen Antonio Amorosis trennte, dem sie bis dahin zugeschrieben worden waren.

## Werke

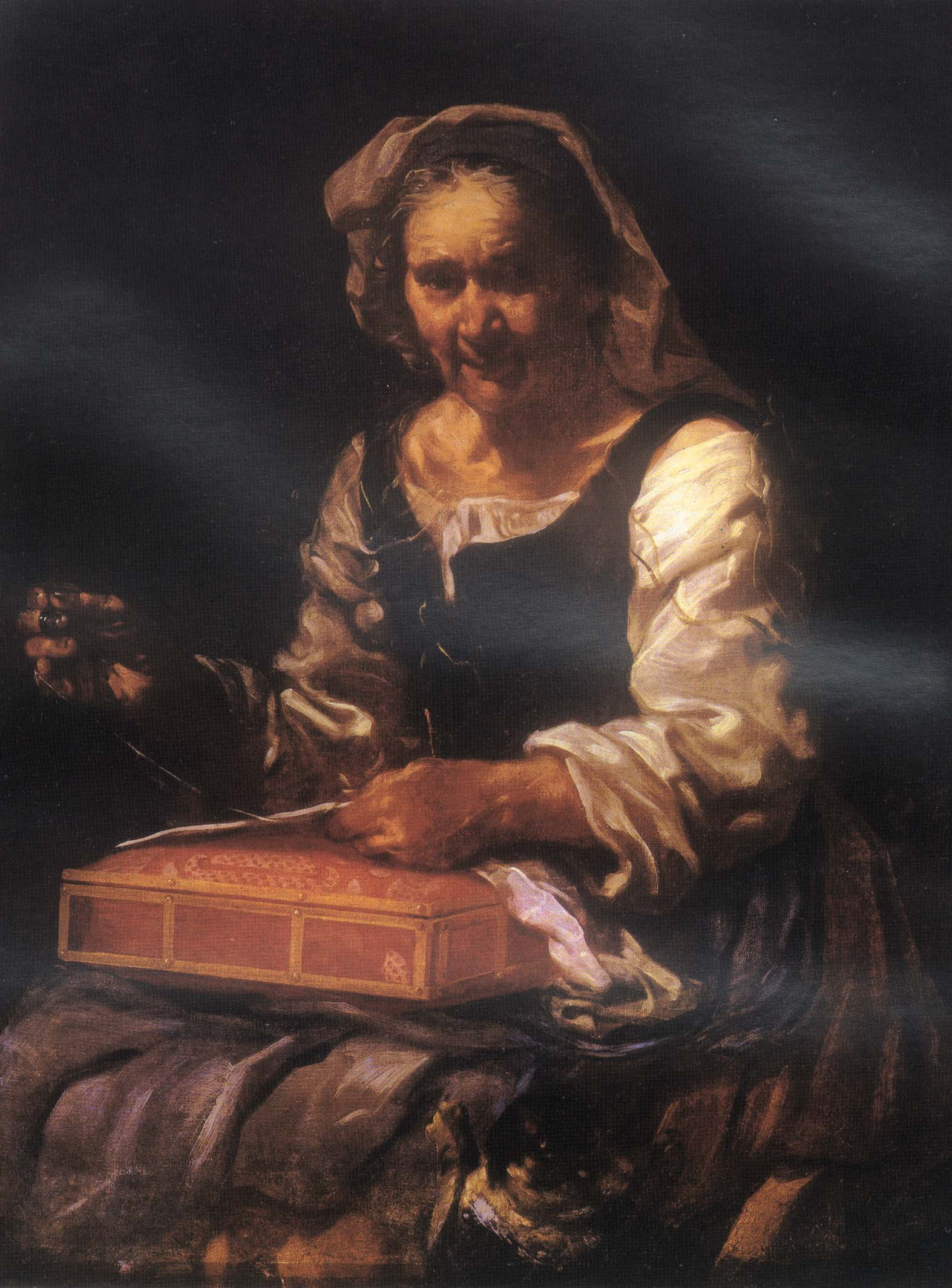
Ältere Frau beim Nähen
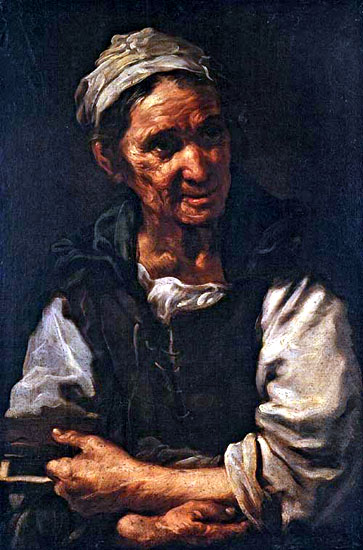
Porträt einer alten Frau
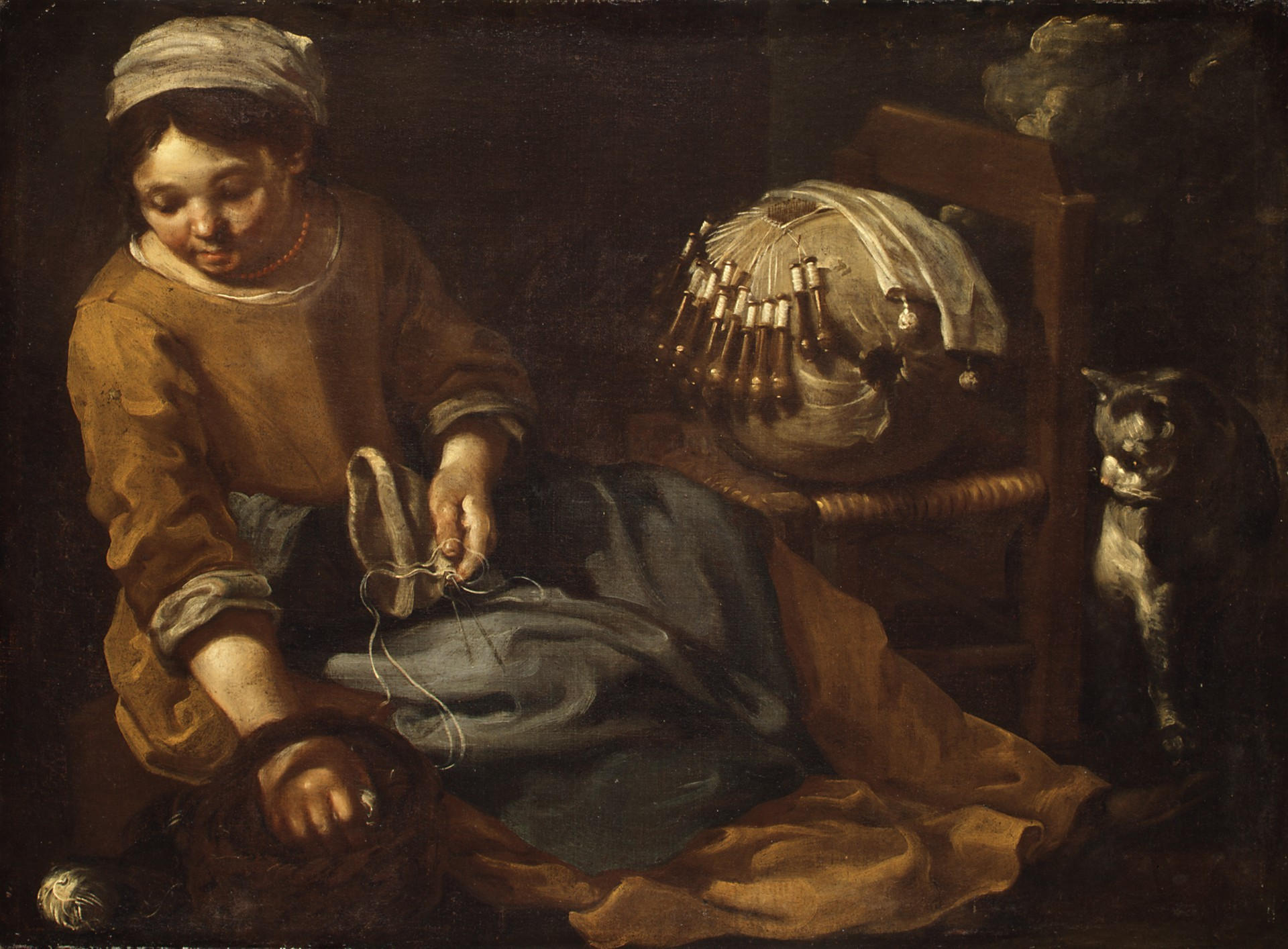
Stickerin
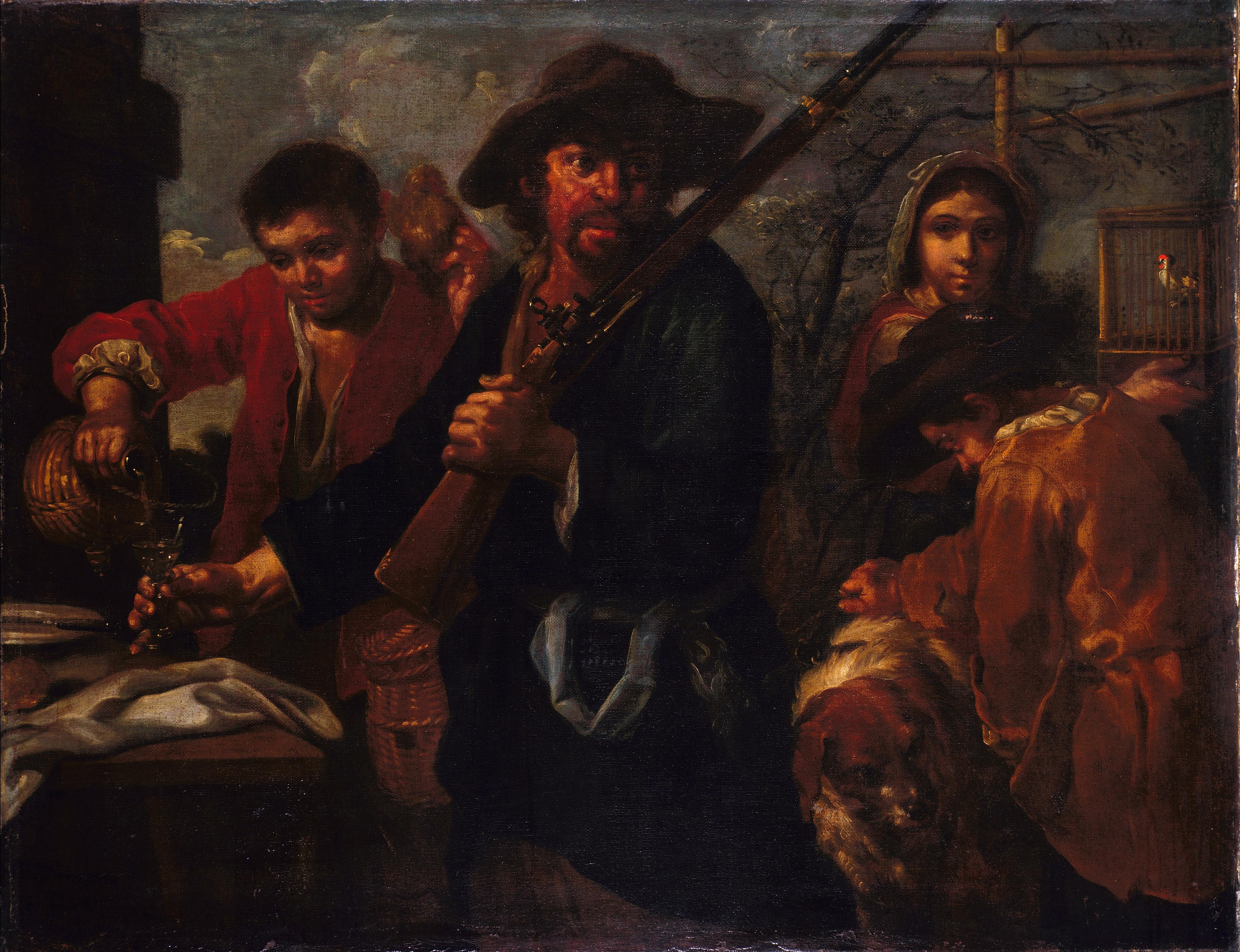
Rückkehr der Jäger
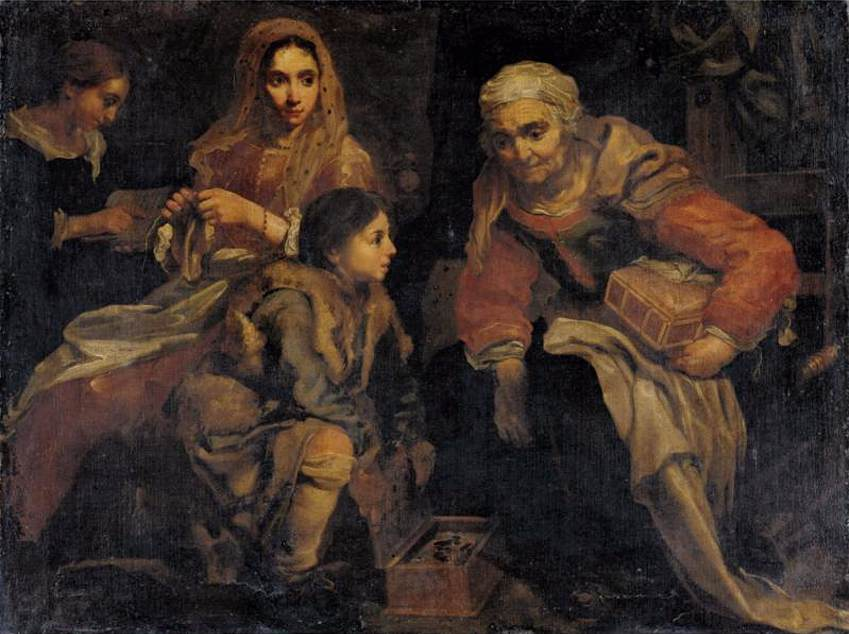
Szene mit um eine Feuerstelle versammelten Figuren
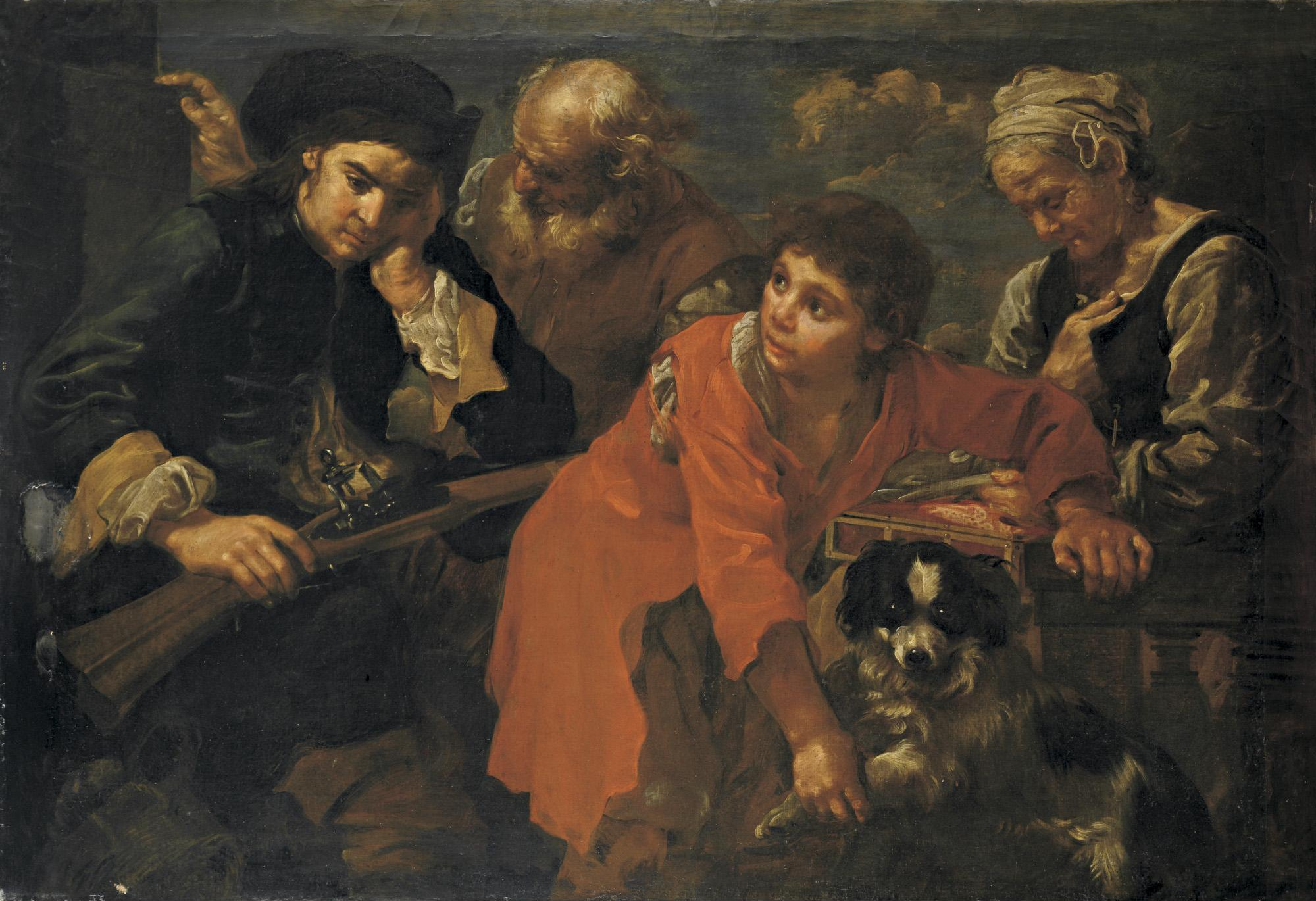
Rückkehr von der Jagd
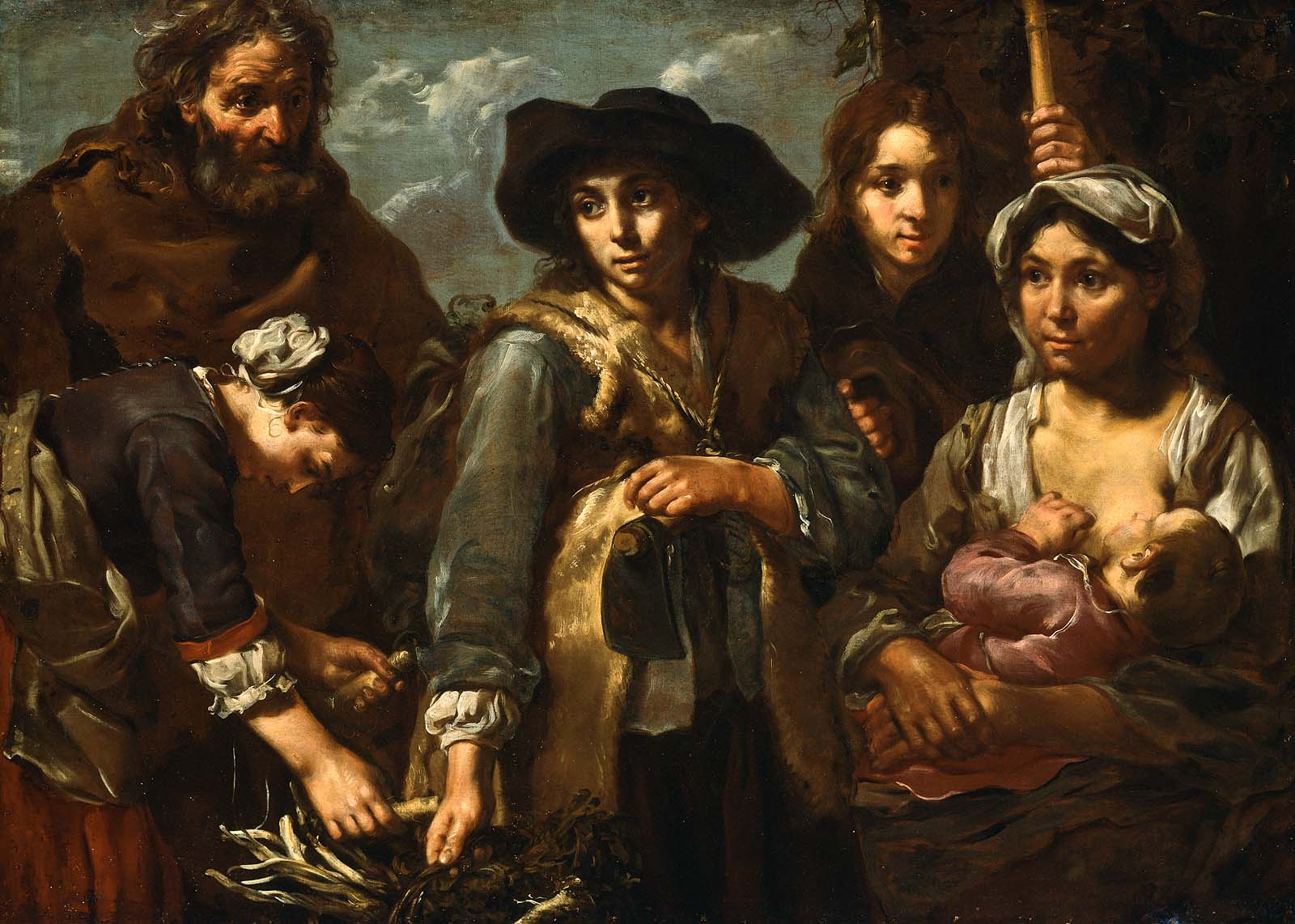
Junger Verkäufer
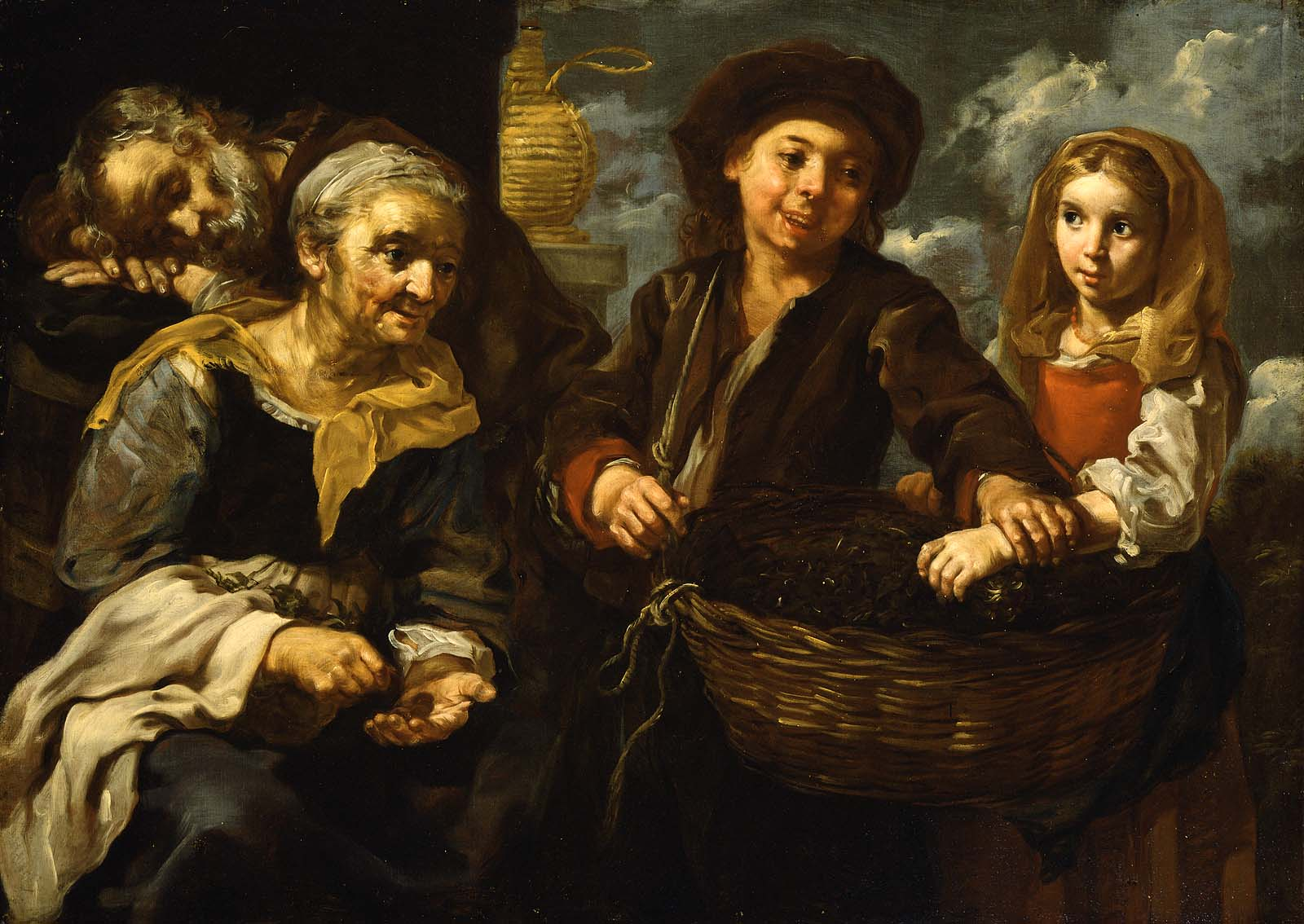
Gemüsehändler